# Echium taibiquense
Echium taibiquense là loài thực vật có hoa trong họ Mồ hôi. Loài này được P.Wolff & Rosinski mô tả khoa học đầu tiên năm 1999.